# 韦利科·米丘诺维奇
韦利科·米丘诺维奇（1916年1月16日—1982年8月2日）黑山族裔，南斯拉夫社会主义联邦共和国的政治家、外交家。

## 生平
1916年，出生于黑山采蒂涅地区维勒斯托沃村。
1934年，入党，任采蒂涅高级中学党组书记。1935年，在贝尔格莱德大学法律系学习。1940年，派到波莫拉夫列州恢复党组织。1941年，组织“黑山七·一三”反法西斯起义。1942年，为南共黑山和博卡省委委员。1943年，任南斯拉夫解放军第二旅政委。1944年，任黑山人民保卫委员会主席。1945年，任黑山内务部长、南斯拉夫联邦内务部副部长、冶金工业总局局长。
1952年，任南斯拉夫联邦外交部副部长。1956年，任驻苏联大使。1958年，任南斯拉夫联邦外交国务秘书处副国务秘书。1962年，任驻美国大使。1967年，任南斯拉夫联邦议会外交政策委员会主席。1969年，再任驻苏联大使。1971年，任南斯拉夫联邦主席团委员。1974年，任南斯拉夫联邦会议成员。
1982年，病逝。

## 作品
- 《莫斯科的岁月，1956——1958年》
- 《莫斯科的岁月，1969——1971年》